# New Afrikan People's Organization
La New Afrikan People's Organization est un mouvement politique affilié à la Republic of New Afrika.

## Historique et concept
Le mouvement est officiellement fondé à Detroit en mars 1968. Il vise à fonder une nation indépendante noire dans la région de la Black Belt.
Elle compte Kuwasi Balagoon parmi ses membres et organise une cérémonie pour ses funérailles.